# Волков, Геннадий Александрович
Генна́дий Алекса́ндрович Во́лков (род. 14 марта 1964, Лобня, Московская область) — российский правовед, доктор юридических наук, профессор кафедры экологического и земельного права Юридического факультета Московского Государственного университета имени М. В. Ломоносова.

## Биография
В 1985 году поступил на Юридический факультет Московского государственного университета имени М. В. Ломоносова, который с отличием окончил в 1990 году.
В 1990—1993 годах обучался в очной аспирантуре названного факультета по кафедре экологического и земельного права. 24 декабря 1993 года защитил кандидатскую диссертацию по теме «Крестьянское хозяйство как субъект земельных отношений: историко-правовой аспект» (научный руководитель профессор В. В. Петров). Защита состоялась на Юридическом факультете Московского Государственного университета имени М. В. Ломоносова. 15 декабря 1999 года решением Министерства образования Российской Федерации Г. А. Волкову было присвоено ученое звание доцента.
08 июня 2005 года защитил докторскую диссертацию по теме: «Принципы земельного права». Защита состоялась на Юридическом факультете Московского Государственного университета имени М. В. Ломоносова. 21 октября 2005 года решением Высшей аттестационной комиссии Министерства образования и науки Российской Федерации Г. А. Волкову была присвоена ученая степень доктора юридических наук.
Г. А. Волков работает на Юридическом факультете с 01 сентября 1993 года, читает лекционные курсы «Земельное право» (с 1997 года), «Экологическое право» (с 1995 года), в том числе, в рамках международно-правовой программы Юридического факультета МГУ имени М. В. Ломоносова в Женеве — в Международном центре МГУ имени Ломоносова (Женева, Швейцария). С 01 сентября 1993 года по 31 декабря 1996 года Г. А. Волков работал на Юридическом факультете в должности ассистента Кафедры экологического и земельного права, с 01 января 1997 года — в должности доцента названной кафедры, с 2008 года по настоящее время Г. А. Волков работает в должности профессора Кафедры экологического и земельного права Юридического факультета МГУ имени М. В. Ломоносова. Читает специальные курсы «Актуальные проблемы природноресурсового права», «Правовые проблемы использования и охраны водных ресурсов», «Правовые проблемы использования и охраны недр», «Правовой режим земель города Москвы».
Стажировался на Юридическом факультете Будапештского университета. Работал юрисконсультом в дочернем обществе Нефтяной компании «Лукойл», консультантом Комитета Государственной Думы Российской Федерации по природным ресурсам и природопользованию", внештатным экспертом Госкомимущества России, Госкомзема России.
С 01.01.2010 года Г. А. Волков является заместителем Главного редактора журнала «Экологическое право» (с 2011 года). Является членом диссертационных советов при МГУ имени М. В. Ломоносова: Д 501.001.99 (на юридическом факультете) и Д 501.001.08 (на экономическом факультете). Подготовил двух кандидатов юридических наук: Александрову А. Ю. и Симонову К. В.

### Законодательная деятельность
Г. А. Волков принимал участие в разработке проектов Градостроительного кодекса Российской Федерации 1998 года, Земельного кодекса Российской Федерации 2001 года, Водного кодекса Российской Федерации 2006 года, федеральных законов «Об обороте земель сельскохозяйственного назначения», «О недрах», законов города Москвы и Санкт-Петербурга.
В 2006—2007 годах участвовал в разработке базового проекта Общей части Экологического кодекса Российской Федерации, в 2007—2008 годах — в разработке базового проекта Особенной части Экологического кодекса Российской Федерации.
Является консультантом российских и зарубежных компаний по вопросам использования и охраны природных ресурсов, охраны окружающей среды, правового режима земельных участков и других объектов недвижимого имущества.
Действующий адвокат, партнёр в Адвокатском бюро «Резник, Гагарин и Партнеры».

### Публикации
Автор более 60 опубликованных научных работ, в том числе, одной монографии, шести комментариев к законодательным актам, одного комментария к Указам Президента Российской Федерации, учебника и более 15 учебных пособий (в соавторстве), среди них:
- Комментарий указов Президента Российской Федерации, гарантирующих конституционные права граждан и юридических лиц на землю за период 1991—1996 годов // Законодательство. 1996. № 2. С. 8-25 (в соавт.);
- Законодательное регулирование права государственной собственности на природные ресурсы // Государство и право. 1996. № 9. С. 52-59;
- Право собственности на землю. Проблемы регулирования // Основные направления и перспективы дальнейшего развития российского законодательства в области социально-экономических отношений. М.: Торгово-промышленная палата Российской Федерации. 1996. С. 12-17;
- Развитие рынка земли: правовой аспект // Государство и право. 1998. № 2. С.50-58 (в соавт. с А. К. Голиченковым, О. М. Козырь);
- Плата за загрязнение окружающей среды: кто плательщик ? // Хозяйство и право. 1998. № 1. С. 74-79;
- Об объединении и систематизации правовых норм, регулирующих земельные отношения // Экологическое право России. Сб. материалов научно-практических конференций 1995—1998 гг. Учебное пособие. М., 1999. С. 13—137;
- Проблемы государственной регистрации права на недвижимое имущество и сделок с ним // Экологическое право России. Сб. материалов научно-практических конференций 1995—1998 гг. Учебное пособие. М., 1999. С. 355—358;
- Вопросы приобретения права собственности на землю по давности владения // Вестник Московского университета. Серия 11. Право. 2000. № 1. С.17-25;
- Правовое регулирование механизма финансирования природоохранных мероприятий: состояние и тенденции развития // Законодательство. 2000. № 8. С. 10-17;
- Законодательство об использовании и охране биологического разнообразия. Аналитический обзор. Федеральное законодательство. М.: ГЕОС, 2001. — 407 с. (в соавт.);
- Совершенствование системы гарантирования права собственности на недвижимое имущество // Имущественные отношения в Российской Федерации. 2002. № 5. С. 86-96 (в соавт.);
- Земельный кодекс Российской Федерации. Постатейный научно-практический комментарий. М.: Агентство «Библиотечка „Российской газеты“». 2002. — 352 с. (в соавт. с Г. А. Волковым, А. К. Голиченковым);
- Комментарий к Земельному кодексу Российской Федерации. Приложение к ежемесячному журналу для деловых людей «Хозяйство и право». 2002. Приложения № 1 и 2. — 172 с. (в соавт. с Г. А. Волковым, О. М. Козырь);
- Комментарий к Земельному кодексу Российской Федерации / Под ред. А. К. Голиченкова. М.: Издательство БЕК, 2002. — 448 с. (в соавт. с Г. А. Волковым, О. М. Козырь);
- Комментарий к Федеральному закону «О животном мире» в вопросах и ответах / Под ред. А. И. Саурина. М.: Статут, 2003. — 112 с. (в соавторстве с Г. А. Волковым, Н. А. Гагариным, А. Н. Крохиным, А. И. Сауриным);
- Комментарий к Федеральному закону «Об обороте земель сельскохозяйственного назначения» // М.: Волтерс Клувер, 2004. — 112с.;
- Принципы земельного права. М.: Издательский дом «Городец», 2005. — 334 с.

Большинство работ Г. А. Волкова посвящено фундаментальным теоретическим и практическим вопросам в области земельного права (особо: основные начала земельного права), экологического права, водного права; правовых аспектов развития рынка недвижимости, правовых проблем механизма охраны окружающей природной среды, планирования использования земель городов и других поселений (правовой аспект). Из недавних работ следует отметить особо:
- Защита прав на декларативно учтенные земельные участки. Правовое регулирование проведения землеустройства. //Материалы международной научно-практической конференции, посвященной 100-летию закона «О землеустройстве». (ГУЗ, 25 октября 2011 г.). С.57-63;
- Кодификация законодательства об охране окружающей среды как реализация единой государственной экологической политики // Экологическое право, 2010. № 6. Спецвыпуск;
- Принципы земельного права как важнейший элемент эколого-правового механизма // Экологическое право России. Сб. мат. научно-практических конференций. Вып. шестой. (2008—2009 гг.) Учебное пособие для ВУЗов / Под ред. А. К. Голиченкова. М.: Форгрейфер. 2009. С. 332—340;
- Правовые проблемы разграничения земель на категории по целевому назначению // Экологическое право России. Сб. мат. научно-практической конференции. Вып. пятый. (2005—2007 гг.): Учебное пособие для ВУЗов / Под ред. А. К. Голиченкова. М.: Форгрейфер. 2009. С. 98-100;
- Правовые проблемы разграничения земель на категории в свете реформы местного самоуправления // Экологическое право России. Сб. мат. научно-практической конференции. Вып. пятый. (2005—2007 гг.): Учебное пособие для ВУЗов / Под ред. А. К. Голиченкова. М.: Форгрейфер. 2009. С. 259—261;
- Правовые проблемы использования природных ресурсов в морских портах // Экологическое право России. Сб. мат. научно-практической конференции. Вып. пятый. (2005—2007 гг.): Учебное пособие для ВУЗов / Под ред. А. К. Голиченкова. М.: Форгрейфер. 2009. С. 346—349.
- Регулирование использования и охраны земель водного фонда // Экологическое право России. Сб. мат. научно-практической конференции. Вып. пятый. (2005—2007 гг.): Учебное пособие для ВУЗов / Под ред. А. К. Голиченкова. М.: Форгрейфер. 2009. С.461-464;
- О проекте федерального закона об упорядочении отношений собственности, возникших при приватизации земель сельскохозяйственного назначения // Экологическое право России., 2007. № 1. С. 12-17;
- Комментарий к Водному кодексу РФ. М.: Издательство «Проспект», 2007. — 248 с. (в соавторстве с Боголюбовым С. А. и Сиваковым Д. О.);
- Кодификация законодательства об охране окружающей среды как реализация единой государственной экологической политики // Экологическое право, 2010, № 6, спецвыпуск, с. 21-23;
- Защита прав на декларативно учтенные земельные участки // Правовое регулирование проведения землеустройства. Материалы международной научно-практической конференции, посвященной 100-летию закона «О землеустройстве» (ГУЗ, 25 октября 2011 г.). — М.: ГУЗ, 2011—280 с.; с. 57-63;
- Проблемы совершенствования земельного законодательства // Экологическое право, 2012, № 1.

## Награды
- Благодарность Президента Российской Федерации (5 января 2025 года) — за заслуги в подготовке высококвалифицированных специалистов, научно-педагогической деятельности и многолетнюю добросовестную работу[1]